# Jasenová (sedlo)
Jasenová je horské sedlo o nadmořské výšce 1103 m v pohoří Poľana.
Nachází se v centrální části pohoří v podcelku Vysoká Poľana mezi vrchy Hájny grúň a Brusniansky grúň .

## Přístup
- po  značené turistické trase (Rudné magistrály) z Detvy přes Poľanu
- po  značené turistické trase (Rudná magistrála) od Chaty pod Hrbom
- po  značce z obce Strelníky přes rozcestí Ľubietovská Bukovina